# Arligue
Arligue is een historisch Frans merk van motorfietsen.
Het werd geproduceerd door S.A. Moteurs Arligue, gelegen in Lyon, van 1950 tot en met 1953.
Het maakte twee- en viertakt motorfietsen met blokken van Briban, Alter, Le Poulain, AMC en Ydral.